# 宜蘭県長
宜蘭県長（ぎらんけんちょう）は、台湾宜蘭県の県長。

## 一覧
| 代数 | 氏名   | 政党              | 任期                            |
| ---- | ------ | ----------------- | ------------------------------- |
| 1    | 盧纘祥 | 中国国民党        | 1951年6月1日 - 1954年6月2日     |
| 2    | 甘阿炎 | 中国国民党        | 1954年6月2日 - 1957年6月2日     |
| 3    | 甘阿炎 | 中国国民党        | 1957年6月2日 - 1958年6月15日    |
| 代理 | 汪岳喬 | 中国国民党        | 1958年6月16日 - 1960年6月2日    |
| 4    | 林才添 | 中国国民党        | 1960年6月2日 - 1964年6月2日     |
| 5    | 陳進東 | 中国国民党        | 1964年6月2日 - 1968年6月2日     |
| 6    | 陳進東 | 中国国民党        | 1968年6月2日 - 1973年2月1日     |
| 7    | 李鳳鳴 | 中国国民党        | 1973年2月1日 - 1977年12月20日   |
| 8    | 李鳳鳴 | 中国国民党        | 1977年12月20日 - 1981年12月20日 |
| 9    | 陳定南 | 無所属            | 1981年12月20日 - 1985年12月20日 |
| 10   | 陳定南 | 無所属→民主進歩党 | 1985年12月20日 - 1989年12月20日 |
| 11   | 游錫堃 | 民主進歩党        | 1989年12月20日 - 1993年12月20日 |
| 12   | 游錫堃 | 民主進歩党        | 1993年12月20日 - 1997年12月20日 |
| 13   | 劉守成 | 民主進歩党        | 1997年12月20日 - 2001年12月20日 |
| 14   | 劉守成 | 民主進歩党        | 2001年12月20日 - 2005年12月20日 |
| 15   | 呂国華 | 中国国民党        | 2005年12月20日 - 2009年12月20日 |
| 16   | 林聡賢 | 民主進歩党        | 2009年12月20日 - 2014年12月25日 |
| 17   | 林聡賢 | 民主進歩党        | 2014年12月25日 - 2017年2月7日   |
| 代理 | 呉沢成 | 無所属            | 2017年2月8日 - 2017年11月6日    |
| 代理 | 陳金徳 | 民主進歩党        | 2017年11月6日 - 2018年12月25日  |
| 18   | 林姿妙 | 中国国民党        | 2018年12月25日 - 2022年12月25日 |
| 19   | 林姿妙 | 中国国民党        | 2022年12月25日 - 現職           |